# Lola Rodríguez Aragón
Pour les articles homonymes, voir Rodríguez et Aragon.
Ne doit pas être confondu avec Lola Rodríguez.
Lola Rodríguez Aragón, née le 29 septembre 1910 à Cadix et le 30 avril 1984 morte à Pampelune, est une soprano espagnole. 

## Biographie
Élève d'Elisabeth Schumann, elle a commencé à se produire très jeune à Paris, où elle était en relation avec le compositeur Joaquín Turina, qui la considérait comme sa fille spirituelle. Comme soprano, elle a chanté Mozart, Schubert, Falla, Joaquin Rodrigo et d'autres grands compositeurs. 
Joaquín Rodrigo a écrit pour elle, la Romance del comendador de Ocaña,  sur un texte d'Antonio Tovar.
Le public madrilène a découvert dans les années 1940 grâce à Lola Rodriguez Aragon, le monde des lieder. Chanteuse d'une extraordinaire sensibilité, elle possédait un profond sentiment romantique. Elle a beaucoup travaillé à promouvoir la musique de Mozart en Espagne.
Grande pédagogue, elle fonde à Madrid l'Escuela Superior de Canto et le Chœur national. Elle dirige aussi le Théâtre de l'Opéra pendant de longues années. Parmi ses élèves on peut citer les noms de Teresa Berganza, María Morales, Isabel Penagos, sa nièce Ana Higueras, Gérard Souzay, Jorge Chaminé, Carlos Chausson ou Alicia Nafé.